# Kaori Ekuni
Kaori Ekuni (江國 香織, Setagaya, 21 de março de 1964) é uma escritora japonesa.
O seu pai é o poeta haiku Shigeru Ekuni. Os seus livros estão entre os mais vendidos de Coreia dos últimos anos.